# Міністерство інформаційної політики України
Міністе́рство інформаці́йної полі́тики Украї́ни (МІП України) — колишній центральний орган виконавчої влади у сфері забезпечення інформаційного суверенітету України, зокрема з питань поширення суспільно важливої інформації в Україні та за її межами, а також забезпечення функціонування державних інформаційних ресурсів.. Реорганізоване (з ліквідацією функцій та повноважень) 2 вересня 2019 року. В стані припинення з 11 вересня 2019 року.
Ця урядова установа створена 2 грудня 2014 року відповідно до постанови Верховної Ради про формування нового складу Кабінету Міністрів України.
Міністром інформаційної політики України призначено народного депутата від «Блоку Петра Порошенка» — Юрія Стеця, керівника Управління інформаційної безпеки Національної гвардії України та колишнього керівника «5 каналу».

## Історія створення
Рішення про створення прообразу Міністерства було прийнято на початку літа 2014 року — після перемоги Петра Порошенка на президентських виборах. Тоді ж було вирішено, що цей напрямок очолить Юрій Стець — як людина, що користується повною довірою нового Президента.
Президент України Петро Порошенко пояснив, що головна функція МІПу — відбиття інформаційних атак проти України.
Медіа-експерти зазначили, що на момент голосування 2 грудня у Верховній Раді України за склад другого уряду Яценюка сфера повноважень Стеця не була визначена, а також, не було проведено розмежування сфер компетенції між його міністерством та існуючим Державним комітетом з питань телебачення та радіомовлення.
9 грудня 2014 з'явилась інформація, що на посаду заступника Стеця запропонований журналіст Сергій Лойко. 10 грудня Сергій Лойко відмовився від пропозиції, оскільки вона суперечила вимогам його контракту з «Лос-Анджелес Таймс». Замість Лойка, заступниками Стеця було призначено Тетяну Попову і Артема Біденка.
Лише через півтора місяця після затвердження Стеця міністром, 14 січня 2015 року Кабінет Міністрів України прийняв Постанову «Питання діяльності Міністерства інформаційної політики України», якою утворив Міністерство та затвердив Положення про нього.
Указом Президента України від 25 грудня 2015 року затверджено опис і малюнок емблеми та прапора Міністерства, порядок їх використання. В емблемі визначальним елементом є кабелі синього кольору із роз'ємами золотого кольору (схожі на USB роз'єм типу А) між сторонами хреста синього кольору.

## Керівництво та структура
| Міністр                   | Стець Юрій Ярославович    |
| Перший заступник Міністра | Джапарова Еміне Айярівна  |
| Державний секретар        | Біденко Артем Ігорович    |
| Заступник Міністра        | Золотухін Дмитро Юрійович |

В Міністерстві три основних департаменти: стратегії інформаційної політики і безпеки; інформаційних загроз; комунікації між міністерствами. Міністерство інформації включає в себе 29 штатних одиниць з місячним фондом зарплати в 69 тисяч 183 гривні.
Юрій Стець оцінив загальний бюджет міністерства у 4 млн гривень щорічно.

## Завдання
Головними завданнями МІП є:
- забезпечення інформаційного суверенітету України, зокрема з питань поширення суспільно важливої інформації в Україні та за її межами, а також забезпечення функціонування державних інформаційних ресурсів;
- забезпечення здійснення реформ засобів масової інформації щодо поширення суспільно важливої інформації.[18]

1 жовтня 2015 року відбувся запуск Мультимедійної платформи іномовлення України. Правовою підставою Мультимедійної платформи стане розроблений МІП новий проєкт Закону «Про систему іномовлення України». Замість супутникового телеканалу «УТР» в ефірі стартував телеканал UATV. Він транслюється з трьох супутників: Amos 3, Azerspace 1, Galazy 19, а також в Інтернеті на власному каналі в YouTube. Телеканал веде мовлення українською, російською, кримськотатарською, англійською мовами. Оновлене інформаційне агентство «Укрінформ» подає новини українською, російською, англійською, іспанською, німецькою та китайською мовами.
Мультимедійна платформа іномовлення України створена на базі державних телерадіокомпаній «Всесвітня служба», «Українське телебачення і радіомовлення», «Банківське телебачення» та інформаційного агентства «Укрінформ». 12 серпня 2015 року вона була представлена на засіданні уряду, 28 серпня показали новий логотип українського каналу іномовлення — UATV. Слоган каналу — «Завжди поруч». 30 вересня представили презентаційний ролик реформи іномовлення України та оголошено про старт каналу іномовлення 1 жовтня 2015.
Завдяки роботі міністерства було встановлено 55 передавачів у зоні АТО, що збільшило на 27 % загальну кількість ТВ-передавачів, встановлених в зоні АТО на контрольованій Україною території. Також заплановано спільний законопроєкт з Національною радою з питань телебачення і радіомовлення, що стосується особливого режиму мовлення на території АТО і прикордонних територіях з Росією. Також в планах МІП побудувати в зоні АТО дві нові телевежі до кінця 3 кварталу 2016 і почати проєкт будівництва третьої вежі.
1 жовтня 2015 року відбувся запуск Мультимедійної платформи іномовлення України (МПІУ). В рамках Мультимедійної платформи іномовлення України, замість супутникового телеканалу «УТР», стартував телеканал UATV. Він віщає з трьох супутників: Amos 3, Azerspace 1, Galaxy 19, а також в Інтернеті на власному каналі в YouTube.
23 лютого 2015 року розпочато інтернет-проєкт під назвою «Інформаційні війська України». За словами Юрія Стеця, ця платформа дозволяє оперативно надавати правдиві новини і спростування фейкових новин людям, які на неї підписані, з правом подальшого їх вільного вибору — поширювати цю інформацію через Інтернет чи ні. За інформацією російських розслідувачів, щодо створення «Інформаційних військ України» консультував правозахисник та громадський діяч Андрій Богданович, хоча офіційно ця інформація була заперечена міністром інформаційної політики України Юрієм Стецем.
Міністерство інформаційної політики не є регуляторним органом. За словами Юрія Стеця: «Це міністерство аналітиків, „головастиків“ і креативників — людей, які повинні творити, а не забороняти».

## Функції
3 грудня затверджений парламентом, міністр Стець, організував круглий стіл з представниками громадськості і медіа, де презентував проєкт «Положення про Міністерство інформаційної політики». «Українська правда» опублікувала повний текст документу. Згідно з аналізом «Інституту медіа і права», серед основних завдань запропонованої урядової установи були:
- формування державної політики щодо діяльності засобів масової комунікації;
- розробка стратегії інформаційної політики держави та забезпечення її дотримання;
- реалізація державної політики у сферах поширення інформації, просвітницької діяльності і використання національних інформаційних ресурсів;
- створення умов для розвитку інформаційного суспільства, а також здійснення державного контролю за діяльністю засобів масової комунікації незалежно від їх підпорядкування і форми власності.

Також зазначалося, що Міністерство інформаційної політики одержало повноваження на:
- розробку та затвердження державних стандартів телевізійного виробництва, реклами, стандартів з професій в сфері медіа та інформації;
- координацію заходів по запобіганню нанесення громадянам України шкоди через неповноту, невчасність та невірогідність інформації, що використовується, застосування маніпулятивних інформаційних технологій, що впливають на свідомість громадян;
- призначення на посади директорів, заступників директорів, головних редакторів державних засобів масової комунікації;
- розробку програми позиціонування України в світі та стратегії захисту інформаційного простору України від зовнішнього інформаційного впливу тощо[31].

Сам Юрій Стець лаконічно окреслив завдання МІПу: «внутрішня комунікація, інформаційна війна з Росією і протидія кіберзлочинності».

## Відомчі відзнаки
Відповідно до Указу Президента України від 30 травня 2012 року № 365 "Про відомчі заохочувальні відзнаки", наказом МІП від 11.12.2015  № 70 з метою заохочення та відзначення особистих трудових досягнень у професійній діяльності, за особливі заслуги під час виконання службових обов'язків були встановлені відомчі заохочувальні відзнаки Міністерства інформаційної політики України:
- Подяка Міністерства інформаційної політики України;
- Почесна грамота Міністерства інформаційної політики України;
- нагрудний знак "За відстоювання інформаційного суверенітету України".

## Діяльність

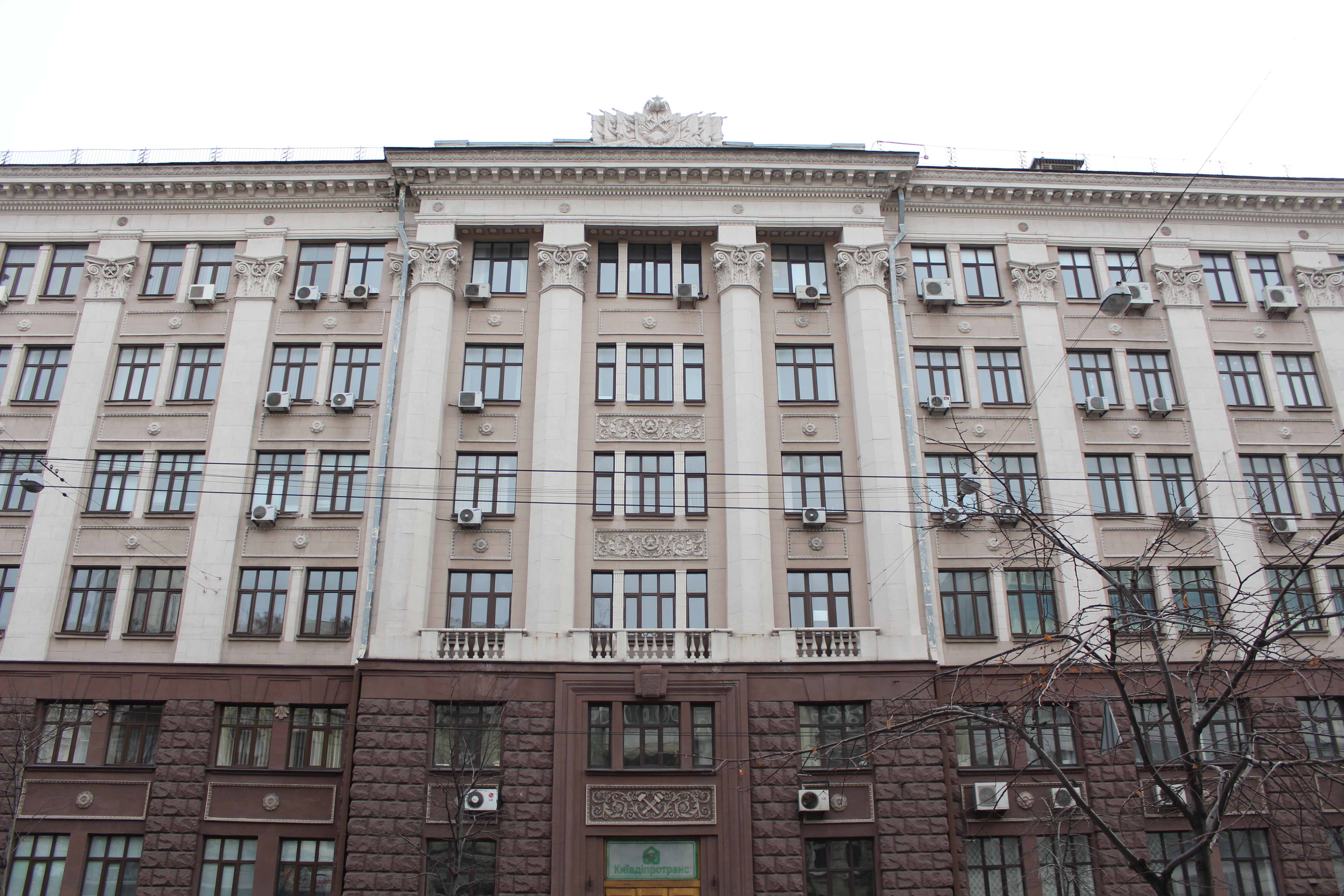
Будинок інституту Київдіпротранс, де розташовано міністерство. КиЇв, вул. Петлюри, 15.

- 23 лютого 2015 розпочато інтернет-проєкт під назвою «Інформаційні війська України»[33]. За словами Стеця: «Ця платформа дозволяє дуже оперативно надавати правдиві новини та спростування фейкових новин людям, які на неї підписалися, а далі їхнє право — розповсюджувати цю інформацію чи ні. Наше завдання — це забезпечити інструменти дуже швидкого донесення правди через інтернет[34]». Проєкт спрямований на протистояння російській пропаганді в соціальних мережах. 2016 року проєкт мав 40 тис. підписників з різних країн світу, а місячне охоплення аудиторії складало 10 млн користувачів мережі Інтернет.[35] У серпні 2017 року Юрій Стець заявив що проєкт Інформаційні війська[36] стає незалежним від Міністерства. Водночас керівник проєкту — Святослав Батов, заявив що йде з посади начальника відділу інформаційної безпеки МІП але буде в якості волонтера продовжувати допомагати державним органам, в тому числі МІП, боротися з російською пропагандою.
- 1 жовтня відповідно до Коаліційної угоди та Програми дій Уряду відбувся запуск Мультимедійної платформи іномовлення України. «3 супутники, 5 континентів, сотні країн, мільйони глядачів. Це вже не амбітний проєкт. Сьогодні це вже реальність», — заявив Міністр[37]. Замість супутникового телеканалу «УТР» в ефірі стартував телеканал UATV[38], який транслює сигнал із трьох супутників: Amos 3, Azerspace 1, Galazy 19, а також в Інтернеті на власному каналі в YouTube. Телеканал мовить українською, російською, кримськотатарською, англійською мовами. Оновлений Укрінформ подає новини українською, англійською, російською, іспанською, німецькою та китайською мовами. Мультимедійна платформа іномовлення України створена базі державних телерадіокомпаній «Всесвітня служба „Українське телебачення і радіомовлення“», «Банківське телебачення» (БТБ) та інформаційного агентства «Укрінформ»[39].
- 16 жовтня розпочата трансляція українських ефірних каналів на Крим та схід України з глушіння мовлення ДНР та ЛНР. Стан ретрансляторів телевізійних та радіосигналів в зоні АТО в Донецькій області проінспектував особисто Міністр[40]. Представниками МІПа часто здійснюються поїздки в зону АТО, прес-конференції з питань доступності та захисту інформації. З робочими візитами в зоні АТО перебувала заступник міністра інформаційної політики України Тетяна Попова, яка займається питаннями відновлення мовлення українських каналів і дотримання прав журналістів.[41]
- Моніторингова місія МІП постійно знаходиться в зоні АТО. Радник Міністра Олександр Бригинець перевіряє на Сході країни присутність мовлення українських телеканалів, спілкується з громадськими активістами, жителями і працівниками місцевої влади. За результатами, щотижня, на засіданні Комісії при МІП, відбувається обговорення зібраних відомостей про міста і села зони АТО. За винесеним рішенням, виділяється техніка, яку встановлює Концерн РРТ на місцях, і, відповідно, виділяються частоти для мовлення тих чи інших телерадіоканалів Нацрадою України з питань телерадіомовлення.[42][43]
- Особлива увага приділяється реінтеграції в Україну тимчасово окупованої території Автономної Республіки Крим. Вирішенню цієї проблеми сприяють співробітники МІПа і Еміне Джапарова особисто. Як перший заступник міністра інформаційної політики України, вона часто буває з візитами в Херсонській області і займається реалізацією проєкту реінтеграції Криму. В рамках цього проєкту розроблено два важливі документи, кожен з яких містить чіткий план дій. Перший документ — це Стратегія розвитку телерадіомовлення в Херсонській області та організації мовлення на територію Криму, другий документ — Стратегія інформаційної політики по реінтеграції переселенців.[44][44]
- За час діяльності Міністерство провело декілька соціальних кампаній: «Армія — це гордість»; «Здобули гідність — захистимо державу» (до річниці Революції гідності); «Крим — це Україна»; «Гідність, Воля і Перемога»; «Два прапора — єдина країна»; «Шануй Героїв!» тощо.
- Міністерством зібрано відео- та фотоматеріали, які доводять присутність російських військових на території українського Донбасу[45].
- Міністерство сприяє розвитку проєкту «Embedded journalism» закріпленням журналістів за військовими частинами Збройних сил України в зоні АТО. В проєкті взяли участь журналісти BBC, CNN, Washington Post, London Evening Standard, The Independent, Newsweek, France Press, Polsat, Daily Signal, Hanslucas, Цензор. НЕТ, «Радіо Свобода», Інтера, Business Ukraine, Новое время. За три місяці роботи підготовлені 18 відео-репортажів, 15 статей та 3 фільми в іноземних ЗМІ[46].
- 18 березня 2015 при Міністерстві було створено Експертну раду з розробки Концепції інформаційної безпеки та з питань розвитку інформаційного простору України. Співголовами ЕРМІП обрано Юрія Стеця та Сергія Даниленка. В липні проєкт Концепції був направлений на перший етап широкого обговорення. Другий етап обговорень розпочався в серпні і здійснювався за підтримки офісу Координатора проєктів ОБСЄ в Україні. В результаті спільної роботи для подальшого ухвалення передані: Доктрина інформаційної безпеки — в РНБОУ, Концепція інформаційної безпеки України — в Кабінет Міністрів України.
- У лютому 2019 року Міністерство презентувало видання «Біла книга спеціальних інформаційних операцій проти України 2014—2018», в якій зібрані фейки російської пропаганди, спрямовані на підрив територіальної цілісності України та дискредитацію на міжнародній арені. Вона структурована за окремими «серіалами» (наративами) із кількома «сезонами» (піднаративами) у кожному, які показують послідовне використання одних і тих же тем російськими пропагандистами протягом 2014—2018 років[47].
- 29 квітня 2019 року в аеропорту «Бориспіль» транслювався промоційний відеоролик, в якому Україна відображена без АР Крим, за фактом чого Національна поліція України відкрила кримінальне провадження. Встановлено, що цей відеоролик транслювався за пропозицією Міністерства інформаційної політики України.[48]

## Критика
Створення міністерства викликало осуд частини громадськості і невдоволення окремих українських журналістів. Журналісти вийшли 2 грудня під Верховну раду з плакатами: «Stop міністерство кумівства», «Stop міністерство правди», «Стоп цензурі!», «Проти МінПравди», «Немає грошей на танки? Зате є на МінПравди» тощо. Завдяки їм новостворене Міністерство отримало назву «Міністерства інформації», «Міністерства правди» та «Мінстець». Незалежна медіа-профспілка України (НМПУ) виказала занепокоєння тим фактом, що «нове міністерство інформації було створено без консультацій з масовими журналістськими організаціями, без врахування точки зору журналістів і медіа-експертів». Ряд журналістів — Анастасія Станко (Громадське ТБ), Олексій Бобровников («1+1») та Наталія Лигачова («Телекритика») виступили із критикою самої ідеї створення подібного бюрократичного органу. Рух «Стоп цензурі» й «Інститут масової інформації» прирівняли МІП до введення цензури ЗМІ. Представник Української Гельсінської спілки з прав людини Володимир Яворський назвав ідею міністерства: «діагнозом абсолютного нерозуміння основ демократії та прав людини».
Частина медіа-експертів, таких як, наприклад, директор «Інституту медіа права» Тарас Шевченко, також не підтримали ідею міністерства інформації: «У демократичних країнах не повинно бути подібних міністерств. Досвід західних демократій це доводить. Нове міністерство стане ще однією неефективною структурою», — підкреслив Шевченко. Директор «Інституту масової інформації» Оксана Романюк розглядає створення міністерства як «ганебну капітуляцію перед старими совковими формами замість творення нового старту».
Сумніви щодо доцільності створення Міністерства висловлювали навіть окремі депутати Блока Петра Порошенка, наприклад, Микола Томенко. Представники інших фракцій їх підтримали, а народний депутат Тетяна Чорновол прямо заявила, що міністерство інформації створюється «з метою працевлаштування однієї людини». Депутати Єгор Соболєв, Сергій Лещенко і Вікторія Сюмар намагалися розгорнути дискусію про доцільність створення цього міністерства, але більшість присутніх при обговоренні кандидатур
нового уряду народних депутатів їх не підтримали.
Журналіст і письменник  Олександр Горобець у своїх публікаціях на Інтернет ресурсі «Телекритики» відстоює ідею того, що створення Мінінформу є невиправданим, оскільки і без того в Україні є чотири державних органи, які займаються контролем і просуванням інформполітики в маси — Державний комітет телебачення й радіомовлення України, Державне інформаційне агентство «Укрінформ». В кожній з цих «контор» трудиться сотні людей. У них є чітке і конкретне завдання — забезпечити правдиве інформування населення України та зарубіжжя про події й щодо російської агресії, зокрема. А ще ж є Національна телекомпанія України (НТКУ). Крім того, Національна радіокомпанія України (НРКУ). Обидві також державні структури. Загалом же виходить, що чотири полки, щедро черпають з державної казни кошти на своє проїдання за одну й ту ж роботу. Чи не ліпше було б замість Мінінформу на базі «Укрінформу» створити оперативну групу кваліфікованих журналістів-аналітиків, які б на сайті, котрий окрім української виходив би головними мовами світу, — англійською, російською, німецькою, французькою, італійською, португальською, в режимі реального часу, і подавали б блискучі коментарі з приводу пропагандистських, брехливих випадів кремлівських фантазерів.
За межами України представники Міжнародної федерації журналістів (МФЖ) і Європейської федерації журналістів (ЄФЖ) запропонували Кабміну скасувати прийняте рішення про утворення Міністерства інформаційної політики. Засудила створення міністерства міжнародна правозахисна організація «Репортери без кордонів». Крістоф Делуар, генеральний секретар «Репортерів без кордонів», сказав: «У демократичному суспільстві, регулювання засобів масової інформації є обов'язком самих ЗМІ, або, можливо, незалежного органу, але у жодному разі це не є функцією виконавчої влади. Створення Міністерства інформація є гіршою відповіддю на серйозні проблеми для української влади». В щорічному звіті організації про стан свободи ЗМІ у світі робиться висновок, що «створення Міністерства інформаційної політики показує, що уряд піддається спокусі використовувати контроль над ЗМІ у відповідь на виклики, пов'язані з безпекою».
Російський політолог Станіслав Бєлковський зазначив, що потрібно шукати професіоналів-пропагандистів з новими підходами та ідеями, а не плодити міністерства: «Міністерство інформації — це застаріла концепція у добу інтернету. Це швидше підхід тоталітарних держав минулого століття», — зазначив Бєлковський. Представник ОБСЄ з питань свободи ЗМІ Дуня Міятович вважає, що Міністерство інформації загрожує режиму свободи слова в Україні, а його створення не допоможе в боротьбі з російською пропагандою.
Поширеною серед критиків новоствореної установи аналогією є «Міністерство Правди» Джорджа Орвелла.
Музичний проєкт «Мірко Саблич», спрямований на боротьбу з російською пропагандою, має назву «Мірко Сабліч — сам собі МінСтець». В обох випадках вживаний акронім — МС, а відеоролики Мірко Сабліча часто публікуються на сторінках Інформаційних військ України (проєкт Міністерства).

## Реакція на критику
Уряд запевняє, що Міністерство інформаційної політики України працюватиме «виключно на принципах захисту свободи слова та думки, захисту прав громадян на вираження своєї позиції».
Сам Юрій Стець відповідає критикам, що «якби міністерство інформації створили в 1991 році, то не програли б війну за Крим та Схід. Ми програли насамперед війну в головах людей». Повідомляється, що він ставиться до критики позитивно: «це викликає дискусію і дає можливість вичленити непотрібні речі», — зазначає Стець. Ідею створення Міністерства одним з перших підтримав радник Міністра внутрішніх справ, народний депутат Антон Геращенко. Голова Національної ради з питань телебачення і радіомовлення Юрій Артеменко теж знаходиться серед прихильників МІП.

## Цікаві факти
За інформацією BBC, на початок 2015 «окремі міністерства інформації мають Пакистан, Індія та Республіка Замбія».